# 电子取景器

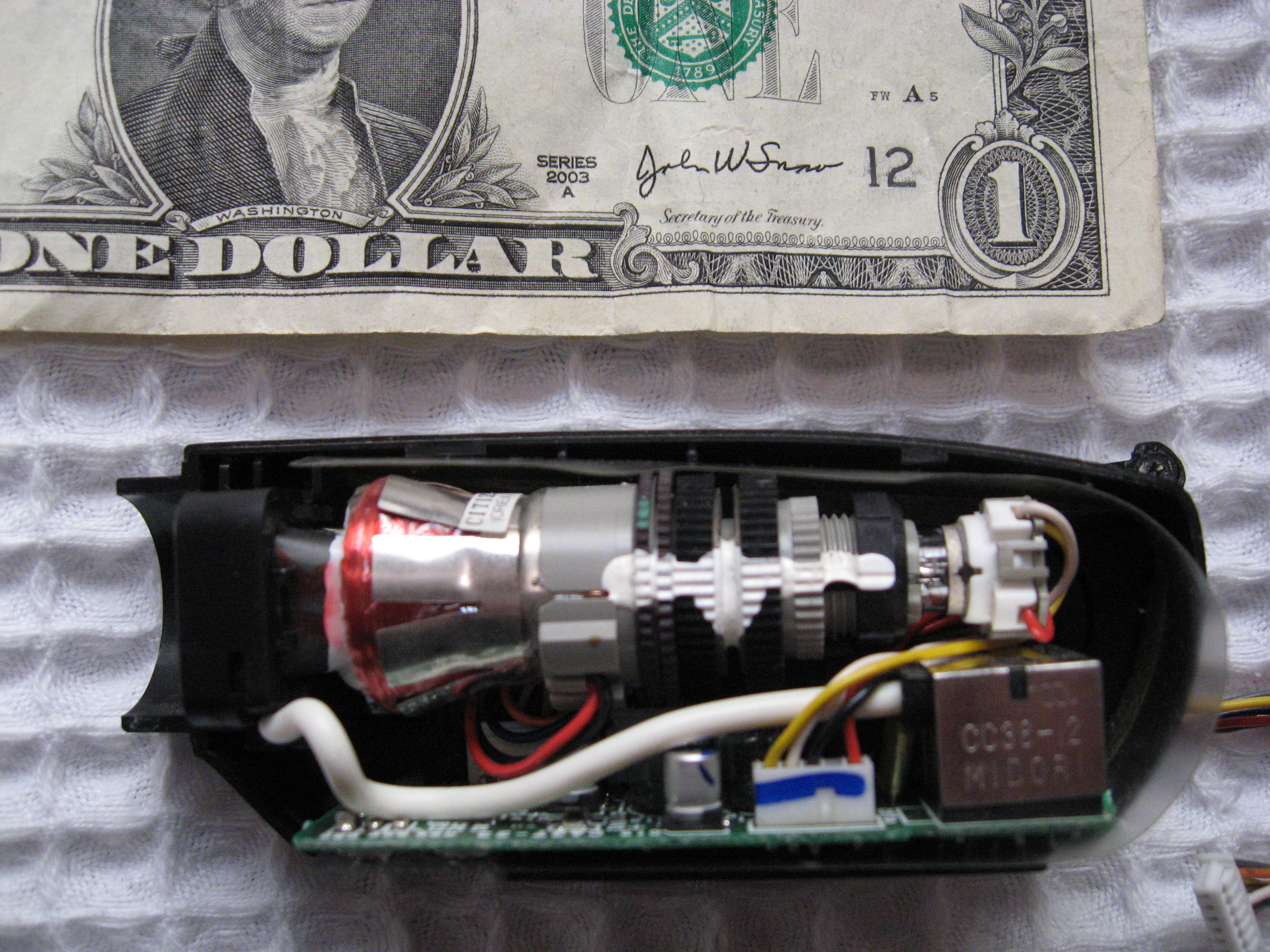
老式电子取景器剖面图，采用阴极射线管成像方式

电子取景器（EVF，Electronic ViewFinder）是一种将镜头捕捉的画面投射到其上的电子显示设备。其上显示的图像用于帮助使用者进行场景的构图与拍摄。与数码相机上常见的Live View的区别在于，电子取景器更加小型化且能遮蔽外部光线的干扰。
电子取景器通常应用在数码相机和摄像机中。

## 概述

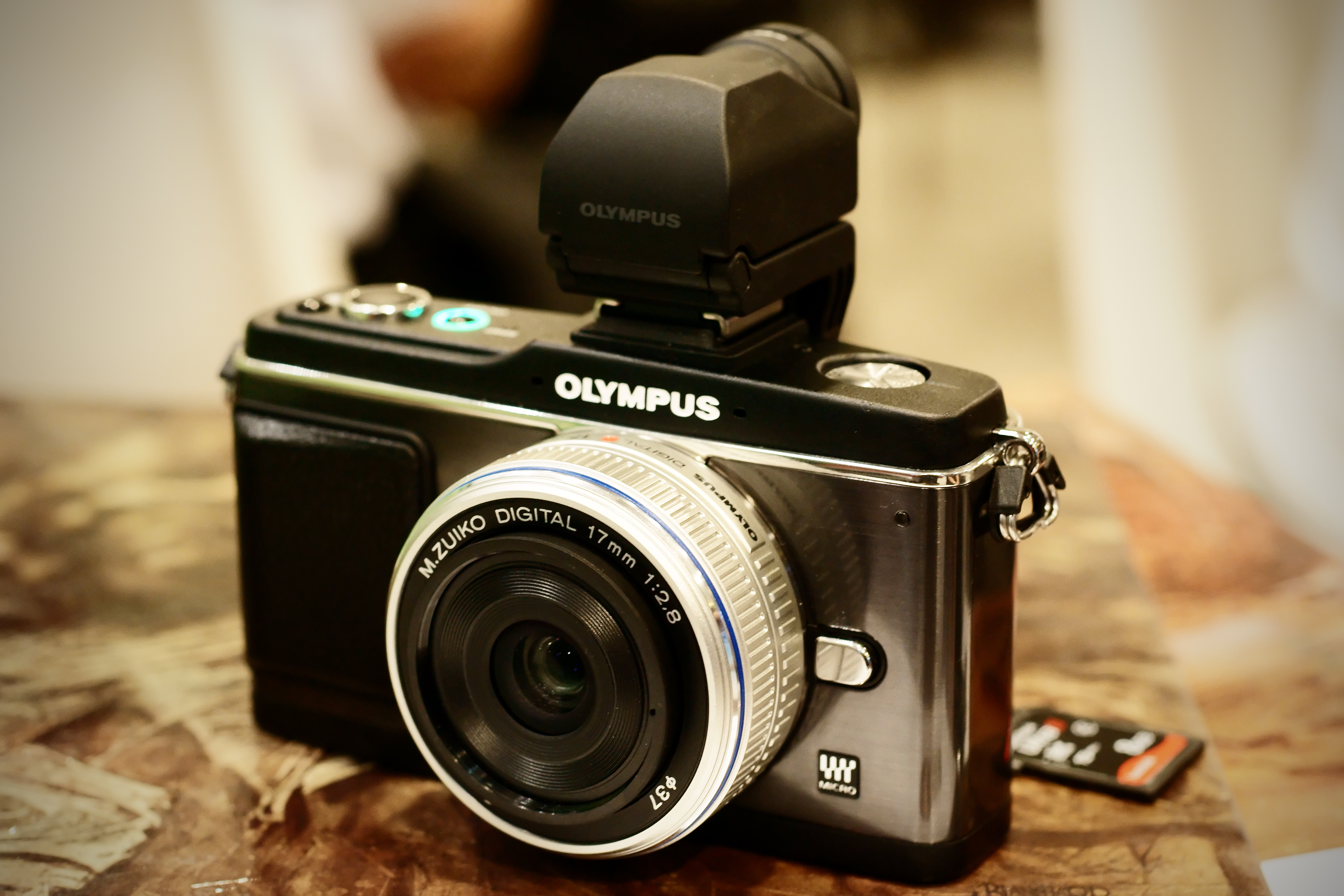
装配外置电子取景器的E-P2

长期以来，取景器都为光学式的设计，方便用户进行构图与对焦。其中，旁轴和双反的取景方式存在视差，取景器内观察到的视野与最终成像有一定偏移，而单反式的取景一定程度上克服了该问题。随着数码摄影的兴起，电子传感器替代了胶片进行感光成像，也使得电子取景方式成为可能。电子取景器基本工作原理为，图像传感器捕捉了通过镜头的光线，经过处理后，该图像传输投射到取景器上，可以让使用者通过目镜观察到。

### 优缺点
迥异于光学取景器的设计，电子取景方式具备独有的特征。
1. 电子取景器可以很容易地做到100%视野覆盖率；而传统光学取景器实现该项需要提高一定的成本，100%视野率的光学取景器通常仅能在专业级产品上装配
2. 电子取景器还可以实现接近于1或略大的放大率，而传统光学取景器一般仅能实现稍小一些，在0.7～0.9之间
3. 在弱光下可以开启补偿，增亮画面；一些以往因为照度不足而不能进行的拍摄，通过一定的图像处理和EVF显示，也可以完成拍摄任务
4. 可以在选定了光圈快门感光度等参数后，通过EVF模拟显示曝光效果，显示精确的最终图像的对比度、白平衡和色饱和等效果
5. 因为显示的是传感器端的成像，所以可以展现例如机身防抖的实时效果
6. 提供额外信息显示，虽然现代的光学取景器下方也可以通过LCD方式提供诸如光圈快门曝光补偿等信息，但是EVF电子取景器可以在画面中直接实时更新显示更多信息，诸如直方图乃至峰值对焦提示
7. 明显可感的延迟，场景发生变化后，需要一定的间隔才能在电子取景器上追踪到该变化

### 混合取景方式

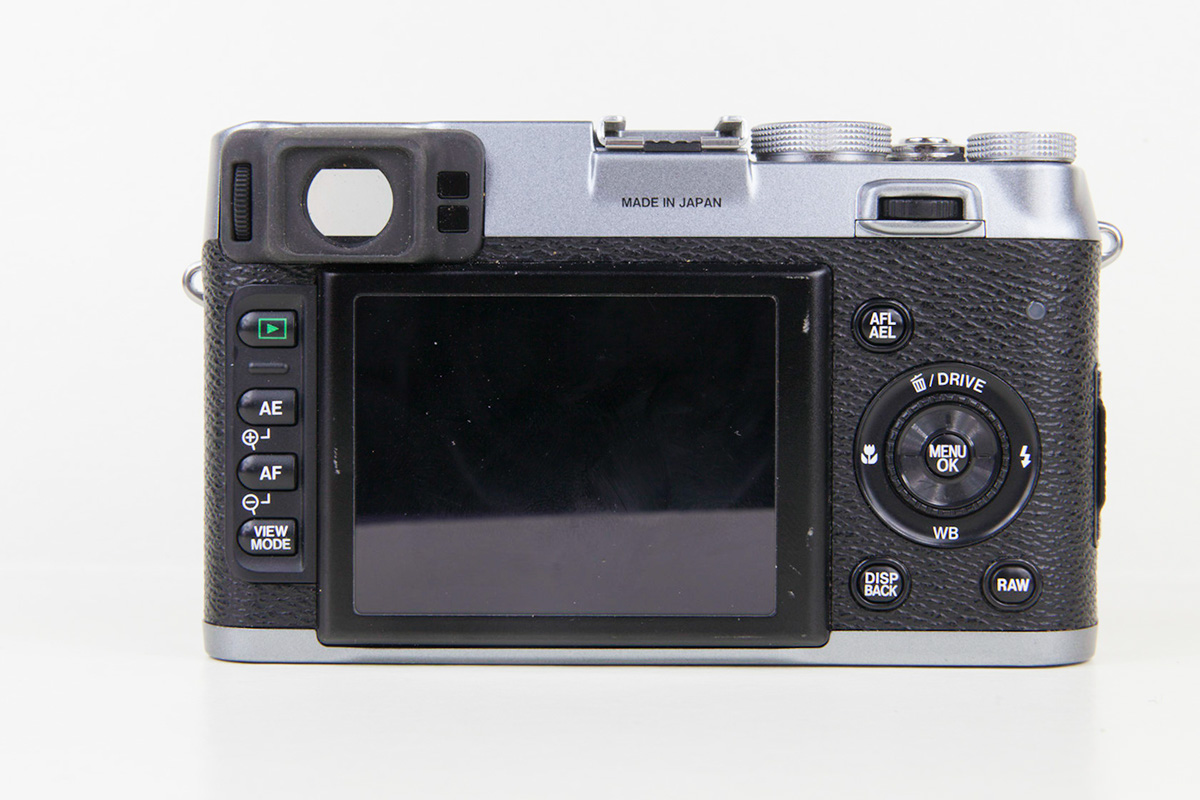
富士X100相机，其混合取景装置可以在光学取景和电子取景两种状态下进行切换

在目前，传统光学取景和电子取景方式各有利弊且短期内可能较难克服，富士公司研发了混合取景方式，可以在两者间切换使用。其旗下的X100/X100s和X-Pro1机型都具备混合取景器。
其内部完整具备光学取景和电子取景的装备，中间具备一个棱镜机构，可以在两种方式间进行切换，也可以选择将电子取景上的内容投射到OVF中，可以说是一种折中而实用的解决方案。

## 相关参数与术语
- 眼点（目视离隙，或称适眼距，Eye relief）：能完全看清取景画面条件下，眼睛离目镜最大距离。
- 屈光度：焦距的倒数。民用相机取景器一般具备一定的屈光度调节功能，方便近视或者远视使用者[1]。
- 视野率：取景器呈现视野范围与实际成像范围的比值。光学取景器一般小于等于100%，电子取景器则通常都为100%[2]。
- 放大率：通过取景器和直接观测所得到的像的大小之比。光学取景器一般该值都小于1，而电子取景器可以等于1甚至更大。

## 应用

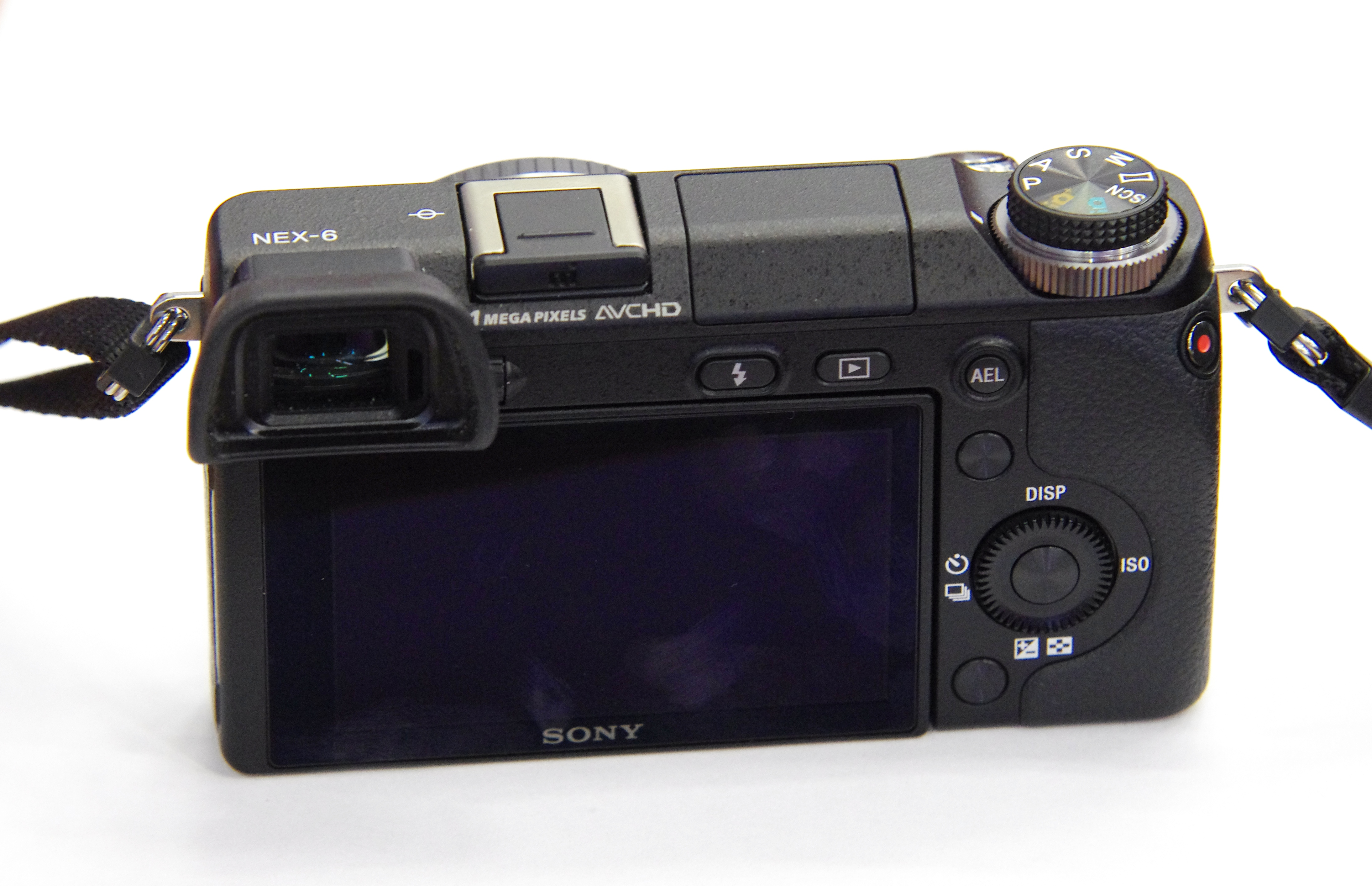
索尼NEX-6相机，具备内置EVF电子取景器，同时保持小巧紧凑的体积

早些时候，EVF主要使用于桥式相机上。随着无反类数码相机的兴起，也在其中一些机型上有配置，例如索尼的NEX-6、NEX-7，奥林巴斯的E-M5、E-M1，富士的X-E1、X-E2上均有集成。在小型机型上虽然没有配备，也可以通过厂家的多功能热靴安装额外的电子取景器，例如奥林巴斯的E-P5、E-PL5等机型可以通过AP2接口安装诸如VF-2、VF-4取景器，索尼的RX1与RX100M2可以藉由MI热靴安装FDA-EV1MK取景器，从而让用户根据实际需求定制自己的相机。
在热靴上安装EVF，如果需要高度的一体化，通常需要密集的金手指接口，需要厂家在原有热靴基础上改变设计。也有的改造是利用热靴接口固定使用，而从机身的HDMI等接口引出视频信号投射到EVF上，但一体化程度较低，装卸较为麻烦。